# Hyacinthe Hervouët de La Robrie
Hyacinthe Hervouët de La Robrie   (Saint-Colomban, 27 de setembre de 1771 - Saint-Colomban, 30 d'octubre de 1832) Hyacinthe Louis Ferdinand Hervouët de La Robrie, va ser un militar francès i un oficial reialista a la guerra de Vendée.

## Biografia
Hyacinthe Hervouët de La Robrie era fill de Julie Texier de La Garnerie i de Pierre Hervouët, senyor de La Résinière i de La Robrie, oficial del regiment Royal des Vaisseaux. Es va casar amb Flore Levaulle de La Rabatelière, filla de Clair Marie Le Vaulle, senyor de La Rabatelière, advocada de la Cort, i de Flore Françoise de La Ville.
A partir del març de 1793 participà en la revolta de la Vendée amb els seus dos germans: Prudent i Joseph1. Durant aquest conflicte, els seus pares foren detinguts a Corcoué-sur-Logne el 7 de novembre de 1793, i després guillotinats a Nantes.
El desembre de 1793, poc abans de la batalla de Bouin, Hyacinthe de La Robrie va salpar cap a l'illa de Noirmoutier per ordre de Charette per tal de portar de tornada municions per a les seves tropes. Tanmateix, al seu retorn, La Robrie va trobar la carretera tallada pels republicans que van prendre l'illa de Bouin per assalt. Ara bloquejat a Noirmoutier, comanda les tropes des del poble de Barbâtre. Quan el gener de 1794 els republicans van reprendre Noirmoutier, La Robrie va intentar oposar-se a la capitulació, després va romandre amagat durant diversos dies als aiguamolls d'Épine. S'escapa de la massacre i aconsegueix abandonar l'illa. Es va unir a Charette a Val de Morière, prop de Touvois, el 16 de gener de 1794.
Cap al maig de 1794, Charette va nomenar La Robrie com a major general de l'Exèrcit Catòlic i Reial de Bas-Poitou i del Pays de Retz. A finals de setembre de 1794 fou col·locat al capdavant de la divisió de Saint-Philbert-de-Grand-Lieu. Després va succeir a Couëtus, el segon general de l'exèrcit.
El 23 de febrer de 1796 Hyacinthe Hervouët de La Robrie, els germans Guérin i diversos genets van anar a Vieillevigne i es van sotmetre a la República9. També proporcionen diverses informacions sobre Charette. {nota, 1.} Alguns reialistes, com Auvynet o Le Bouvier-Desmortiers, van acusar posteriorment La Robrie de traïció. {nota, 2.} Va ser, però, absolt per una comissió d'investigació durant la Restauració.
El 1832, va participar en la insurrecció de la duquessa de Berry. Va participar notablement a la batalla de Chêne.
Proscrit, va morir a Saint-Colomban el 30 d'octubre de 1832.